# Il signore del falco
Il signore del falco è il secondo romanzo scritto da Valeria Montaldi, edito per la prima volta nel 2003 da Piemme. 
Nel 2004 è stato selezionato per il Premio Bancarella.

## Trama
Milano 1226. Il cadavere di una donna affiora nel canale della Vettabbia: il suo corpo reca i segni di un parto recente, ma del bambino che ha messo al mondo non c'è traccia. Passeranno diciassette anni prima che qualcuno si interroghi sulle sorti della creatura. Arnolfo da Sala, abate di San Simpliciano, messo in allarme da un sogno ricorrente e da vecchi sospetti noti a lui soltanto, incarica Frate Matthew di investigare. Per le strade di una Milano sconvolta dalla caccia agli eretici e stremata dalla lotta contro Federico II, Matthew inizia la sua ricerca. Tra luoghi ancor oggi riconoscibili, come il Broletto, centro politico e commerciale della città, il bosco del Quadronno e l'ospedale del brolo, Matthew incrocia le storie di Isaac, medico ebreo, e della bella figlia Rachele, e giunge a sfiorare il cammino dello stesso imperatore Federico, entrato in città sotto mentite spoglie. Ma solo l'incontro con Guglielma la Boema, veggente e mistica invisa alla Chiesa milanese, lascerà un segno indelebile sulla coscienza del frate, indicandogli la strada per il compimento della sua missione…

## Edizioni
- Valeria Montaldi, Il signore del falco, Piemme, 2004,  p. 459, ISBN 978-88-384-8169-7.